# ضحيت غرامي (فلم)
ضحيت غرامي فيلم دراما وجريمة مصري لعام 1951، من إخراج إبراهيم عمارة، الذي أشترك في القصة والسيناريو والحوار مع يوسف جوهر. الفيلم من بطولة عماد حمدي، وماري كويني، وتحية كاريوكا، ومحمود المليجي، وتدور أحداثه حول الصديقين المحامي عادل، والطبيب رفعت الذي يخون زوجته، ويصادق راقصة، ثم يوجد مقتولاً وتتجه أصابع الاتهام للزوجة.
صدر الفيلم إلى دور العرض المصرية في 9 أبريل 1951.
منح موقع قاعدة بيانات الأفلام العربية «السينما.كوم» الفيلم درجة 5.3 / 10.

## طاقم التمثيل
عماد حمدي: في دور عادل عمارة (المحامي).
ماري كويني: في دور سامية (حرم الدكتور رفعت)
محمود المليجي: في دور الدكتور رفعت حمدي.
تحية كاريوكا: في دور ديدي (الراقصة)
نجمة إبراهيم: في دور زليخة حمدي (شقيقة رفعت).
وداد حمدي: في دور شربات (خادمة بيت الدكتور رفعت).
نادر جلال: في دور نبيل (ابن رفعت وسامية)
بالاشتراك مع: منى – محمد كامل – إستر شطاح – بترو طنوس – أحمد مختار – عبد المنعم إسماعيل – فؤاد الرشيدي – زكي إبراهيم – لطفي عبد الحميد – عبد الغني السيد (غناء) – كيتي (رقص).

## أحداث الفيلم
يقع حادث تصادم بين سيارة المحامي عادل عمارة (عماد حمدي)، وسيارة الآنسة سامية (ماري كويني) نتج عنه إصابتهم ببعض الكسور، ويتم نقلهم إلى مستشفى الدكتور رفعت حمدي (محمود المليجي) صديق عادل، وخلال فترة العلاج بالمستشفى يحدث تقارب بين عادل وساميه، ويحبها عادل، ويراد أن يطلبها للزواج ولكن الدكتور رفعت يسبقه، ويطلبها، ويكتم عادل حبه في قلبه، ويظل على علاقة طيبة بهما، ويشعر بالسعادة لسعادتها مع زوجها وإبنها نبيل (نادر جلال) الذي يبلغ اليوم 10 سنوات. كان رفعت يحب زوجته سامية وسعيد معها، ولكنه أخيراً يتورط في علاقة مع الراقصة ديدي (تحية كاريوكا) التي كانت تتردد على عيادته، ويندم على خيانته لزوجته ويريد التراجع، ولكنه يخشى انتقام الراقصة على سمعته كطبيب، وعلى مشاعر زوجته،  وعلى تأثير الفضيحة على إبنه الصغير نبيل. تنقل شربات (وداد حمدي)، خادمة رفعت، للراقصة ديدي أخباره وأخبار زوجته. يصارح رفعت الراقصة بإستحالة استمرار العلاقة، ولابد من إنهائها، ولكنها تهدده بخطاباته إليها، وأنها ستطلع زوجته عليها، ويسلمها رفعت دفتر الشيكات لتحرر المبلغ الذي يرضيها، ولكنها ترفض، ويهددها، فتتركه في شقتها ريثما تحضر له الخطابات، ولكنها تذهب لزوجته، وتخبرها أنها كانت على علاقة بزوجها، ولم تكن تعلم أنه متزوج، فلما علمت طلبت منه قطع العلاقة ولكنه رفض، كما أنها تركته في شقتها، وهو يرفض المغادرة، وهي هنا لتخبرها، ثم تسلمها الخطابات، ولكي تأكد لها كلامها تتصل ببيتها، وتناول السماعة لساميه التي تسمع صوت رفعت. تعود ديدي لرفعت، وتخبره بما فعلت، وتضع له في الشراب كمية من الأقراص المنومة. تخبر سامية زوجها بأنها علمت بخيانته لها، وتسلمه الخطابات، وتطلب الطلاق، ويرفض، وتهدده بالانتقام، وتغادر البيت. تنصت زليخه (نجمة إبراهيم)، شقيقة رفعت، للحوار وأيضاً الخادمة شربات، وفى اليوم التالي يجدوا رفعت وقد فارق الحياة، ويثبت الطب الشرعي أنه مات مسموماً. يوجه الاتهام إلى الزوجة بقتله، وتشهد بذلك زليخه وشربات، والتبرير أن سامية خانت زوجها فلما كشف الخطابات التي كان عشيقها يرسلها لها قتلته وهربت. تلزم سامية الصمت حفاظاً على سمعة والد إبنها نبيل، وتطلب ديدي من شربات البحث عن الخطابات التي كانت ترسلها لرفعت، وأثناء بحثها يشاهدها عادل الذي جاء لرعاية نبيل، ويأخذ الخطابات ويعرف أن العشيقة هي ديدي، ويتمكن من التحايل على ديدي حتى يدخل بيتها ويعثر على خطابات رفعت وصور لها مع رفعت، ويقدمها للمحاكمة، وتعترف أنها هي التي دست الحبوب المنومة لرفعت، وتثبت براءة سامية، ويفرج عنها وتتزوج من محاميها عادل.

## أغاني الفيلم
عيد الميلاد: كلمات فتحي قورة وألحان إبراهيم حسين – غناء المجموعة.
البيض الامارة: غناء عبد الغني السيد – كلمات فتحي قورة، وألحان محمود الشريف.
عدوا علي الليالي: غناء عبد الغني السيد – كلمات فتحي قورة، وألحان محمود الشريف.
ردي السلام والنبي: غناء عبد الغني السيد – كلمات فتحي قورة، وألحان محمود الشريف.

## استقبال الفيلم
نشرت صحيفة أخبار اليوم في عددها الصادر 24 فبراير 1951، خبر تحت عنوان «ضحيت غرامي، الإنتاج الأول في هذا الموسم، لنجمة مصر الأولى ماري كويني..عن قصة ممتازة ليوسف جوهر وإخراج إبراهيم عمارة»، واسترسلت الصحيفة: «يضم الفيلم عدا ماري كويني، أيضاً تحية كاريوكا، وعماد حمدي، ومحمود المليجي، والطفل النابع نادر جلال، وصفوة مختارة من أبطال السينما، ويعرض قريبا في القاهرة، أما إنتاج ماري كويني الثاني فهو فيلم»ابن النيل «..لون جديد في القصة وفي الإخراج».

## روابط خارجية
- مقالات تستعمل روابط فنية بلا صلة مع ويكي بيانات